# Guangdong Nanzi Paiqiu Dui
Il Guangdong Nanzi Paiqiu Dui è una società pallavolistica maschile cinese con sede a Canton e militante nel massimo campionato cinese, la Volleyball League A.

## Storia
Il Guangdong Nanzi Paiqiu Dui viene fondano nel 1958, come formazione provinciale del Guangdong nel 1958, sotto la gestione del governo locale. Prima dell'avvento del professionismo, la squadra partecipa a tornei di natura amatoriale fino al 1996, quando, con la nascita del campionato cinese, partecipa a tornei di livello locale per tre annate, al termine delle quali arriva la promozione in Volleyball League A.
L'esordio in massima serie avviene nella stagione 1999-00, chiusa in undicesima posizione, risultato ripetutosi anche nella stagione seguente, senza però poter evitare il discesa in serie cadetta. Approda nuovamente in massima serie nel campionato 2003-04, retrocedendo immediatamente a causa del dodicesimo ed ultimo posto in classifica.
La permanenza in serie cadetta dura solo un'annata: in seguito all'espansione del numero di squadre partecipanti alla Volleyball League A, il Guangdong usufruisce di un ripescaggio; tuttavia la squadra si classifica due volte al sedicesimo ed ultimo posto, retrocedendo nuovamente al termine della stagione 2006-07. Dopo tre annate nella seconda divisione nazionale, la squadra ritorna nel massimo campionato nella stagione 2010-11, continuando a lottare per la salvezza e finendo per retrocedere al termine del campionato 2015-16.

## Rosa 2015-2016
| N° | Nome            | Ruolo | Data di nascita   | Nazionalità sportiva |
| -- | --------------- | ----- | ----------------- | -------------------- |
| 1  | Qu Yuanjie      | S     | 22 gennaio 1996   | Cina                 |
| 2  | Huang Zhijian   | C     | 6 maggio 1993     | Cina                 |
| 3  | Huang Yongkang  | C     | 19 agosto 1994    | Cina                 |
| 4  | Tang Caijie     | C     | 17 gennaio 1997   | Cina                 |
| 5  | Liang Zhenhui   | S/O   | 15 gennaio 1993   | Cina                 |
| 6  | Lu Xinyu        | S     | 10 luglio 1994    | Cina                 |
| 7  | Zhong Qichao    | L     | 15 aprile 1993    | Cina                 |
| 8  | Wu Haotian      | S     | 6 luglio 1995     | Cina                 |
| 9  | Yan Tingwei     | P     | 5 febbraio 1993   | Cina                 |
| 10 | Wang Guoli      | C     | 6 febbraio 1995   | Cina                 |
| 11 | Lin Jiaxi       | S     | 19 febbraio 1996  | Cina                 |
| 12 | Sun Hongwei     | S     | 27 gennaio 1996   | Cina                 |
| 13 | Lin Zhijie      | S     | 19 febbraio 1992  | Cina                 |
| 14 | Wang Hebin      | P     | 27 giugno 1999    | Cina                 |
| 15 | Zheng Guangyuan | S/O   | 6 agosto 1997     | Cina                 |
| 16 | Zhang Jingqi    | C     | 20 aprile 1993    | Cina                 |
| 17 | Huang Luhua     | P     | 30 maggio 1998    | Cina                 |
| 18 | Chen Jiajie     | L     | 17 settembre 1995 | Cina                 |
| 19 | Wang Diwen      | S/O   | 12 aprile 1993    | Cina                 |
| 20 | Huang Zhiyang   | S/O   | 26 aprile 1996    | Cina                 |